# کوبلنگکی (شهرستان شاموتوو)
کوبلنگکی (به لهستانی:  Kobylniki) یک روستا در لهستان است که در گمینا اوبژتسکو واقع شده‌است.